# Rio Chapecozinho
 (mars 2017).
Le rio Chapecozinho est une rivière brésilienne de l'ouest de l'État de Santa Catarina. Il appartient au bassin hydrographique de l'Uruguay et se jette dans le rio Chapecó.